# Филипович, Иероним Осипович
Иероним Иосифович Филипович (10 августа 1912, Могилёв, Российская империя — 3 октября 1998), Могилёв, Белоруссия) — белорусский краевед. Обнаружил оригинал Могилёвской хроники Трофима Сурты и Трубницких в Салтыковской библиотеке в Балашихе, Московская область, Россия.
В результате 8-месячного труда по переписыванию летописи составил план могилёвского замка, восстановив в эскизах здания, площади и улицы города.
Окончил 7 классов и 2 курса довоенного Института Политпросвещения. Работал гидротехником, сотрудником музея и Могилёвского исторического архива. В 1930 году в букинистической лавке приобрел книги могилевского губернатора Александра Дембовецкого «Опыт описания Могилевской губернии в историческом, физико-географическом, этнографическом, промышленном, сельскохозяйственном, лесном, учебном, медицинском и статистическом отношении, с двумя картами губернии и 17 резанными на дереве гравюрами видов и типов : в трех книгах / сост. по программе[, с предисл.] и под ред. пред. Могилевского губ. стат. ком. А. С. Дембовецкого Могилев на Днепре : Тип. Губ. правления, 1882—1884…».
По его ходатайству на Первомайской улице Могилева было сохранено здание бывшей иезуитской коллегии, где ныне размещается этнографический филиал Могилевского областного краеведческого музея. Первая публикация его книги «Когда возник Могилёв?» вышла в печать в 1966 году.
Личный фонд И.Филиповича с материалами по истории Могилева хранится в областном архиве, отдельный фонд — в отделе редких книг и рукописей Центральной научной библиотеки имени Якуба Коласа в Минске. Всего сохранилось 117 общих тетрадей, 2390 фотонегативов и 10 тысяч единиц прочих справочных материалов.